# L. Baudoin
L. Baudoin (fl. XX secolo) è stato un nuotatore francese.
Partecipò alla gara di nuoto dei 4000 metri stile libero della II Olimpiade di Parigi del 1900. In quella gara si ritirò in semifinale.